# یولیوش گاردان
یولیوش گاردان (لهستانی: Juliusz Gardan؛ ۱۲ نوامبر ۱۹۰۱ – ۲۹ دسامبر ۱۹۴۴) کارگردان فیلم، و فیلم‌نامه‌نویس اهل لهستان بود.
از فیلم‌ها یا مجموعه‌های تلویزیونی که وی در آن‌ها نقش داشته‌است، می‌توان به علف جاروب و دکتر مورک اشاره نمود.